# 黒柳俊雄
黒柳 俊雄（くろやなぎ としお、1931年 - ）は、日本の農業経済学者。北海道大学名誉教授。農学博士（北海道大学）。
北海道大学大学院農学研究科博士課程修了。北海道大学農学部教授、北海道大学院農学研究科研究科長を経て、北海道大学名誉教授。その後、札幌大学経済学部教授、同経済学部長、大学院研究科長を経て、現在札幌大学客員教授・旭川大学客員教授・道央農業塾長・米紛利用協会長、大規模食料備蓄協会副会長など。
教員時代には日本農業経済学会会長や北海道農業振興審議会長などを務めた。
恩師に高倉新一郎がいる。

## 受賞歴
北海道科学技術賞

## 主要著書
- 『農業構造政策』（農林統計協会、1991年）
- 『農業と農政の経済分析』（共著、大明堂、1996年）
- 『消費者と食糧経済』（編著、中央経済社、2000年）など